# ホテル・ヴィンテージ・プラザ
ホテル・ヴィンテージ・プラザ（英: Hotel Vintage Plaza）は、アメリカ合衆国オレゴン州ポートランドの中心街にある歴史的なホテル。かつてはインペリアル・ホテル（英: Imperial Hotel）として知られた。非正式にザ・プラザ（英: The Plaza）とも呼ばれる。
1894年にロマネスク様式で建造された。1980年の改築の際、玄関先にあったガラス製の（擬似）石細工品が撤去された。ワシントン・ストリート側の出入り口の上部には、ホテルの元々の名前が刻まれた石細工品が置かれている。現在でもホテルとしての機能を果たしている。1985年、国家歴史登録財に登録された。
現在、ホテル・ヴィンテージ・プラザはキンプトン・ホテルズが所有するブティック・ホテルである。各々の部屋は現地のワイナリーがテーマとなっている。Travel and Leisure誌の「世界のホテル500傑」に選ばれたほか、Citysearch Portlandから「最もロマンティックなホテル」に選ばれた。